# Paracaleana nigrita
Paracaleana nigrita là một loài thực vật có hoa trong họ Lan. Loài này được (Lindl.) Blaxell mô tả khoa học đầu tiên năm 1972.